# Train of Thought (album de Reflection Eternal)
Cet article concerne l'album de Reflection Eternal. Pour l'album de Dream Theater, voir Train of Thought.
Pour les articles homonymes, voir Train of Thought.
Albums par Reflection Eternal
Revolutions Per Minute
(2010)
Albums par Talib Kweli
Black Star
(1998) Quality
(2002)
Albums par Hi-Tek
Hi-Teknology
(2001)
Singles
1. Move Somethin'
Sortie : 18 juillet 2000
2. The Blast
Sortie : 16 juillet 2001
3. Down for the Count
Sortie : 2001 (Royaume-Uni uniquement)

Train of Thought est un album studio du duo Reflection Eternal, composé du rappeur Talib Kweli et du producteur Hi-Tek, sorti le 17 octobre 2000.
L'album s'est classé 5e au Top R&B/Hip-Hop Albums et 17e au Billboard 200.

## Liste des titres
| No  | Titre | Auteur                                                                                | Contient un (des) sample(s) de                                                                | Durée |
| --- | --- | ------------------------------------------------------------------------------------- | --------------------------------------------------------------------------------------------- | ----- |
| 1.  | Experience Dedication (featuring Dave Chappelle)                                                                        | Tony Cottrell, Talib Kweli Greene                                                     |                                                                                               | 2:23  |
| 2.  | Move Somethin' (featuring Nonye)                                                                                        | Tony Cottrell, Talib Kweli Greene                                                     | Shaft's Mama de Charlie Whitehead Can't Stop Loving You de Soul Dog                           | 3:08  |
| 3.  | Some Kind of Wonderful                                                                                                  | Tony Cottrell, Talib Kweli Greene                                                     |                                                                                               | 3:14  |
| 4.  | The Blast (featuring Vinia Mojica)                                                                                      | Tony Cottrell, Talib Kweli Greene                                                     | Say My Name de Destiny's Child                                                                | 3:07  |
| 5.  | This Means You (featuring Mos Def)                                                                                      | Tony Cottrell, Talib Kweli Greene, Dante Smith                                        | Clouds in My Sunshine de Redbone Let the Drums Speak du Fatback Band                          | 4:12  |
| 6.  | Too Late (featuring Res)                                                                                                | Tony Cottrell, Talib Kweli Greene                                                     | Passepied d'Isao Tomita Reverie d'Isao Tomita Top Billin' d'Audio Two                         | 3:25  |
| 7.  | Memories Live (featuring Big Del et Donte)                                                                              | Tony Cottrell, Talib Kweli Greene                                                     | Carol Ann de Soft Machine I Can't Stand the Rain d'Ann Peebles                                | 3:58  |
| 8.  | Africa Dream | Tony Cottrell, Talib Kweli Greene, Weldon Irvine                                      |                                                                                               | 4:09  |
| 9.  | Down For the Count (featuring Rah Digga et Xzibit)                                                                      | Tony Cottrell, Talib Kweli Greene, Rashia Fisher, Alvin Joiner                        | Your Arms Too Short to Box With God de Delores Hall                                           | 3:51  |
| 10. | Name of the Game (featuring Kendra Ross, Little Tone et Monique Walker)                                                 | Tony Cottrell, Talib Kweli Greene                                                     |                                                                                               | 1:50  |
| 11. | Ghetto Afterlife (featuring Kool G Rap)                                                                                 | Tony Cottrell, Talib Kweli Greene, Nathaniel Wilson                                   | Tomorrow I May Not Feel the Same de Gene Chandler Royalty de Gang Starr featuring K-Ci & JoJo | 2:58  |
| 12. | On My Way (featuring Kendra Ross, Tiye Phoenix et Vinia Mojica)                                                         | Tony Cottrell, E. Isaacs, J. Thomas                                                   |                                                                                               | 1:09  |
| 13. | Love Language (featuring Les Nubians)                                                                                   | Tony Cottrell, Talib Kweli Greene, Helene Faussart, Celia Faussart                    |                                                                                               | 5:02  |
| 14. | Love Speakeasy | Tony Cottrell, Talib Kweli Greene                                                     |                                                                                               | 1:38  |
| 15. | Soul Rebels (featuring De La Soul)                                                                                      | Tony Cottrell, Talib Kweli Greene, Kelvin Mercer, David Jude Jolicoeur, Vincent Mason | Patch It Up des Commodores                                                                    | 4:02  |
| 16. | Eternalists | Tony Cottrell, Talib Kweli Greene                                                     | Follow the Leader d'Eric B. & Rakim                                                           | 3:58  |
| 17. | Big Del From da Natti (featuring Big Del)                                                                               | Tony Cottrell, Talib Kweli Greene, D. Geralds                                         | Divided Reality de Bo Hansson                                                                 | 1:15  |
| 18. | Touch You (featuring Piakhan, Supa Dav West et Dave Chappelle)                                                          | Tony Cottrell, Talib Kweli Greene, D. Stanford Jr., Dave West                         |                                                                                               | 4:41  |
| 19. | Good Morning | Tony Cottrell, Talib Kweli Greene                                                     | Dizzy d'Hugo Montenegro C.R.E.A.M. du Wu-Tang Clan My Philosophy des Boogie Down Productions  | 3:34  |
| 20. | Expansion Outro / For Women (featuring Darcel, Imani Uzuri, Katushia, Neb Luv, Tiye Phoenix, Tiyi Willingham et Tracie) | Tony Cottrell, Talib Kweli Greene                                                     | Four Women de Nina Simone Teenage Love de Cocoa Brovaz                                        | 7:59  |